# Грей-Игл (город, Миннесота)
Грей-Игл (англ. Grey Eagle) — город в округе Тодд, штат Миннесота, США. На площади 1 км² (1 км² — суша, водоёмов нет), согласно переписи 2002 года, проживают 335 человек. Плотность населения составляет 348,6 чел./км².
- Телефонный код города — 320
- Почтовый индекс — 56336
- FIPS-код города — 27-26000[1]
- GNIS-идентификатор — 0644480[2]